# Pontet (Imer)
Pontet ist ein Ort in der Gemeinde Imèr in der Provinz Trentino, Italien.
Während des Habsburger Reiches existierte eine Zollgrenze zwischen Österreich-Ungarn und Republik Venedig (dann Königreich Italien). Heute ist Pontet ein Grenzort zwischen dem Trentino und Venetien.
Pontet liegt am Schenersee.